# Mayday (vészjelzés)
A mayday (ejtsd: IPA [ˌmeɪˈdeɪ], kb. méjdéj) vészjelzésre szolgáló nemzetközi kifejezés, a hang alapú (rádió) kommunikációkban használják. A francia venez m'aider (IPA [vǝ.ne.mɛ.de], kb. vönémedé) ’jöjjetek nekem segíteni’ vagy m'aidez (IPA [mɛ.de], kb. medé) ’segítsetek nekem’ kifejezés angolos ejtéséből származik.
A nemzetközi légi- és vízi közlekedésben, valamint angol nyelvterületen a rendőrség, a tűzoltóság és a szállítmányozási cégek is használják. Mindig háromszor egymás után használják (mayday, mayday, mayday…), hogy ne lehessen összekeverni más, hasonlóan hangzó szóval vagy egy mayday hívásról szóló beszélgetéssel.

## Mayday hívások
Mayday helyzet áll fenn, ha egy hajó, repülőgép, gépjármű vagy ember súlyos veszélybe került és azonnali segítségre van szüksége. Ilyen helyzet lehet például tűz, robbanás vagy hajó süllyedése.
A Mayday hívást rádión adják le, mint például a hajó vagy repülőgép VHF radiója. Bár a Mayday hívás bármilyen frekvencián leadható, a parti őrségnek a VHF 16-os csatorna, a légi irányításnak pedig az AM 121,5 MHz-es frekvencia a külön vészhívó csatornája. A Mayday egyenértékű az SOS morzekóddal.
Sok országban büntetik az indokolatlan vészjelzéseket, egyrészt mert a mentésben résztvevőkre veszélyes lehet, másrészt a magas mentési költségek miatt. A vészjelzések elsőbbséget élveznek, más beszélgetések megszakíthatók vele.
Formája (hajózásban):
Mayday-Mayday-Mayday
This is-a hajó neve háromszor
Mayday-a hajó neve egyszer
A hajó pozíciója
A veszély jellege
Over

## Története
A Mayday-t Frederick Stanley Mockford, a londoni Croydon repülőtér vezető rádiósa találta ki 1923-ban. Mockfordot felkérték, hogy keressen egy olyan szót, ami kifejezi a vészhelyzetet, és könnyen érthető a földi és légi személyzet számára is. Mivel a forgalom akkoriban nagyrészt Croydon és a párizsi Le Bourget repülőtér között zajlott, a francia m'aider angolos változatára, a Mayday-re esett a választása.

## Egyéb vészhívások
Az alábbi kifejezéseket általában háromszor egymás után mondják, majd után a jön az üzenet tartalma.

### Mayday relay
Mayday hívás közvetetten is leadható egy másik hajó nevében, ezt Mayday Relay-nek hívják. Ha egy Mayday hívást adtak le és a parti őrség ismétlés és két perc után sem válaszol, lehetséges, hogy a bajba jutott hajó a parttól túl távol van és ezért nem vették az adását. Ilyenkor más hajónak is, aki fogta a hívást, meg kell próbálnia elérni a parti őrséget a bajba jutott jármű nevében.

### Pan-pan
A Pan-pan (ejtsd: pen-pen) sürgősségi hívás, eggyel kisebb prioritású, mint a Mayday. Sürgős, de nem azonnali életveszélyes helyzetet jelent. Általában a jármű meghibásodásakor vagy orvosi segítségkérésnél használják. Utóbbi jelzésére a medico utótag szolgál (Pan-pan medico).
A francia panne szóból ered, jelentése hiba, üzemzavar.
Formája(hajózásban):
PanPan-PanPan-PanPan

All Stations-All Stations-All Stations
This is-a hajó neve háromszor
hajó pozíciója
veszély jellege
Over

### Seelonce
A Seelonce Mayday vagy Seelonce Distress (ejtsd: szilansz) kifejezés rádiócsendet rendel el, vagyis a mentésben részt nem vevő hajókat arra utasítja, hogy ezt a rádiócsatornát, ill. frekvenciát ne használják. Ezt az utasítást csak a bajba jutott hajó vagy a mentésért felelős személyzet adhatja ki. Feloldására a Seelonce Feenee (ejtsd: szilansz fini) szolgál. A Seelonce a silence francia szóból származik, jelentése csend, a feenee pedig a fini szintén francia szóból, jelentése vége.
Ugyanennek a légi közlekedésben használt megfelelője a Stop Transmitting – Distress vagy a Stop Transmitting – Mayday. Feloldására a Distress Traffic Ended szolgál.

### Securite
A Securite (ejtsd: szekurité) kifejezést biztonsági közlemény adása előtt mondják. A biztonsági közlemény lehet fontos navigációs vagy időjárási információ. A szintén francia sécurité-ből származik, jelentése biztonság.

## Lásd még
- SOS